# Ouargaye
Ouargaye – miasto w Burkinie Faso, ośrodek administracyjny prowincji Koulpélogo. Według danych szacunkowych na rok 2013 liczy 11 996 mieszkańców.